# Wapen van Nieuw- en Sint Joosland

Wapen van Nieuw- en Sint Joosland

Het wapen van Nieuw- en Sint Joosland werd op 28 juni 1879 bij koninklijk besluit aan de Zeeuwse gemeente Nieuw- en Sint Joosland bevestigd. Per 1 juli 1966 ging Nieuw- en Sint Joosland op in de gemeente Middelburg. Het wapen van Nieuw- en Sint Joosland is daardoor definitief komen te vervallen als gemeentewapen.

## Blazoenering
De blazoenering van het wapen luidde als volgt:
Een veld van zilver met drie golvende fascen van azuur, waaruit oprijst eene met de beide uiteinden naar boven gekeerde halve maan van keel, op een veld van goud.
De heraldische kleuren zijn zilver (wit), azuur (blauw), keel (rood) en goud (goud of geel). 

## Verklaring
Het gemeentewapen vormde eerst het heerlijkheidswapen van heerlijkheid Nieuwland, maar een herkomst is niet bekend.
Wel is het opmerkelijk dat het wapen identiek is aan het wapen van Nieuwlande, terwijl geen link bestaat tussen beide gemeenten. Ook komt het wapen van Nieuw- en Sint Joostland nagenoeg overeen met het in 1948 verleende wapen van ambachtsheerlijkheid Nieuwland, alleen is deze laatste voorzien van een gravenkroon. Het manuscript van Schoemaker uit de 18e eeuw noemt het wapen, maar deze wordt niet genoemd in de Nieuwe Cronijk van Zeeland van Smallegange eind 17e eeuw. Wel noemt Smallegange het als een familiewapen van de Amsterdamse familie Hartsinck, maar deze heeft geen link met Nieuwland of Nieuwlande.

## Vergelijkbare wapens

Wapen van Nieuwlande
Wapen van de heerlijkheid Nieuwland

Aagtekerke
· Aardenburg
· Arnemuiden
· Axel
· Baarland
· Bath
· Biervliet
· Biggekerke
· Bloois
· Bommenede
· Borssele
· Boschkapelle
· Botland
· Breskens
· Brigdamme
· Brijdorpe
· Brouwershaven
· Bruinisse
· Burgh
· Buttinge
· Cadzand
· Clinge
· Colijnsplaat
· Domburg
· Dreischor
· Driewegen
· Duiveland
· Duivendijke
· Elkerzee
· Ellemeet
· Ellewoutsdijk
· Eversdijk
· Gapinge
· Graauw en Langendam
· 's-Gravenpolder
· Grijpskerke
· Groede
· Haamstede
· 's-Heer Abtskerke
· 's-Heer Arendskerke
· 's-Heer Hendrikskinderen
· 's-Heerenhoek
· Heille
· Heinkenszand
· Hengstdijk
· Hoedekenskerke
· Hoek
· Hontenisse
· Hoofdplaat
· Hoogelande
· IJzendijke
· Kapelle
· Kats
· Kattendijke
· Kerkwerve
· Klaaskinderkerke
· Kleverskerke
· Kloetinge
· Koewacht
· Kortgene
· Koudekerke
· Krabbendijke
· Kruiningen
· Looperskapelle
· Maire
· Mariekerke
· Meliskerke
· Middenschouwen
· Nieuw- en Sint Joosland
· Nieuwerkerk
· Nieuwerkerke
· Nieuwlande
· Nieuwvliet
· Nisse
· Noordgouwe
· Noordwelle
· Oostburg
· Oosterland
· Oostkapelle
· Oost-Souburg
· Oost- en West-Souburg
· Ossenisse
· Oud-Vossemeer
· Oudelande
· Ouwerkerk
· Overslag
· Ovezande
· Philippine
· Poortvliet
· Renesse
· Rengerskerke en Zuidland
· Retranchement
· Rilland
· Rilland-Bath
· Ritthem
· Sas van Gent
· Scherpenisse
· Schoondijke
· Schore
· Serooskerke (Schouwen-Duiveland)
· Serooskerke (Veere)
· Sinoutskerke en Baarsdorp
· Sint Anna ter Muiden
· Sint-Annaland
· Sint Jansteen
· Sint Kruis
· Sint Laurens
· Sint-Maartensdijk
· Sint Philipsland
· Sirjansland
· Sluis
· Sluis-Aardenburg
· Stavenisse
· Stoppeldijk
· Valkenisse (Walcheren)
· Valkenisse (Zuid-Beveland)
· Vogelwaarde
· Vrouwenpolder
· Waarde
· Waterlandkerkje
· Wemeldinge
· West-Souburg
· Westdorpe
· Westenschouwen
· Westerschouwen
· Westkapelle
· Westkapelle-Buiten en Sirpoppekerke
· Westkerke
· Wissekerke
· Wissenkerke
· Wolphaartsdijk
· Yerseke
· Zaamslag
· Zierikzee
· Zonnemaire
· Zoutelande
· Zuiddorpe
· Zuidzande
· Zwake

Dorpswapens: Geersdijk
· Hansweert
· Kamperland